# Joseph Dionys Herold
Joseph Dionys Herold (* 15. August 1829 in Neckarsulm; † 30. März 1898 in Würzburg) war ein katholischer Geistlicher, Theologe und religiöser Dichter.
Er war der Sohn eines Neckarsulmer Obsthändlers und studierte Theologie in Tübingen. 1852 empfing er die Priesterweihe und war danach als katholischer Pfarrer in Braunsbach, Hirschau und Apfelbach tätig. 1864 veröffentlichte er einen Gedichtband mit dem Titel Marienharfe. Sein Preislied Kommt Christen, kommt zu loben, der Mai ist neu erwacht fand Aufnahme in das Gesangbuch der Diözese Rottenburg. Sein Werk Ein frommes Jahr enthält christliche Gedichte für alle Tage des Kirchenjahrs, sein Werk Sabbatklänge ist eine poetische Bearbeitung der Evangelien. Seinen Altersruhesitz hatte er in Würzburg. Er wurde in seinem Geburtsort Neckarsulm begraben.

## Werke
- Marienharfe, 1864
- Ein frommes Jahr, 1889
- Sabbatklänge, 1892